# Rohfilm (Film)
Rohfilm ist ein Experimentalfilm der deutschen Filmemacher Birgit und Wilhelm Hein aus dem Jahr 1968.
Im Film wird das reale Bild zerstört:

„Er beinhaltet direkte Filmcollage und manuelle Attacken auf das Zelluloid. Seine physische Präsenz ist überwältigend.“

Der Film wurde weltweit aufgeführt.